# کوتله موسی‌خان
کوتله موسی‌خان (به انگلیسی: Kotla Musa Khan) یک شهر در پاکستان است که در پنجاب واقع شده‌است. کوتله موسی‌خان ۵۰٬۰۰۰ نفر جمعیت دارد.